# ضرئم (الشعر)

تعديل مصدري - تعديل

ضرئم محلة تابعة لقرية نعمان، التابعة لعزلة الوسط بمديرية الشعر إحدى مديريات محافظة إب في الجمهورية اليمنية.، بلغ تعداد سكانها 24 حسب تعداد اليمن لعام 2004.